# Јелена Страцимировић
Јелена (буг. Елена; око 1310 — 1374) била је бугарска племкиња и српска краљица а потом и царица, супруга Стефана Душана (краљ 1331—1346, цар 1346—1355) и мајка цара Уроша (1355—1371).
Јелена је била ћерка деспота Страцимира и Кераце Петрице, рођена око 1310. године. Њен брат, Јован Александар (1331—1371), постао је бугарски цар 1331. године, после државног удара у којем су са власти збачени Душанова тетка Ана Неда и њен син Јован Стефан (1330—1331). Они су постављени на власт у склопу мировног уговора, који су Србија и Бугарска склопиле, после битке код Велбужда (1330), у којој је погинуо бугарски цар Михаило III Шишман (1323—1330), отац Јована Стефана и бивши муж Ане Неде. Исте године и Душан је извршио државни удар и збацио са власти свог оца, Стефана Дечанског (1322—1331). Двојица владара су склопила споразум који је потврђен Јеленином удајом за Душана, на Ускрс, 19. априла 1332. године, а односи између две државе су остали добри до краја Душановог живота. Данас се сматра да је у браку са Душаном имала само једно дете, сина Уроша, док поједини аутори сматрају да су имали и ћерку. Јелена је била грађанка Венеције 1350. године и регенткиња Србије између 1355—1356. После смрти супруга, цара Душана 1355. године, Јелена се закалуђерила као монахиња Јелисавета и са сином је завршила градњу манастира Матејче код Куманова.
Јеленини портрети очувани су у више места (у Белој цркви у селу Карану код Ужица, Сопоћанима, Дечанима, Леснову, Љуботену, Охриду и у храму Свете Богородице код Куманова).

## Порекло
Јелена је била потомак три престижне средњовековне балканске породице: Комнина, Асена и Шишмана. Била је ћерка кранског деспота Страцимира. Страцимир је био зачетник династије Страцимировића, последње владајуће династије у Бугарској. Мајка Јелене звала се Кераца. Кераца је била ћерка Шишмана Видинског и сестра Михаила III Шишмана и Белаура. Кераца је потицала од бугарског цара Јована Асена II. Јелена је имала три брата и сестру. Јован Александар је био бугарски цар (1331—1371). Јован Асен Комнин је у Душановом царству носио титулу деспота. Умро је 1363. године. Михаило је био видински деспот. Сестра се звала Теодора.

## Брак
Српско краљевство је након победе код Велбужда постало најмоћнија балканска држава. Стефан Дечански је, након саветовања са властелом на државном сабору, прихватио понуде уплашених бугарских бољара за мир. Своју сестру Ану вратио је на бугарски престо поставивши на њега њеног малолетног сина Јована Стефана. Нову царицу је у Трново отпратио одред српске војске. Византијска војска се користила поразом Бугара и опљачкала је територије свог дојучерашњег савезника. Пред Србима се повукла. Дечански је освојио Штип, Велес, Просек, Чрешће, Добрун.
Бугари су искористили немире у Србији 1331. године да збаце са власти Јована Стефана. За новог цара доведен је Јован Александар (1331—1371), син Страцимира и Михаилове сестре. Бугари нису желели да ову промену прикажу као побуну против српске власти већ као унутрашњу ствар. Александар је отпочео преговоре са Србијом. На Ускрс 1332. године српски краљ Душан оженио се Јовановом сестром Јеленом. У наредним годинама води рат против видинског кнеза Белаура, брата Михаила Шишмана који је подржавао збаченог Јована Стефана.

## Српска краљица и царица
Године 1336. долази до погоршавања односа између Душана и Јелене. Они нису имали деце те је Душан намеравао да се разведе. Преговарао је са аустријским војводом Отоном да се за Душана уда његова синовица, ћерка светоримског краља Фридриха Лепог. Посланици на челу са витезом Палманом преговарали су са Душаном у Котору. Млада Јелисавета згрозила се овом идејом. Разболела се и умрла. Јелена је, када је сазнала за ове планове, пожурила да роди сина. Тако је крајем 1336. или почетком 1337. године рођен Урош.
Рођење Уроша нагло је увећало Јеленин углед на српском двору. Од 1336. године Јелена има велики утицај на свога мужа. Након избијања Грађанског рата у Византији између Јована Кантакузина и намесника малолетног Јована V Палеолога, Ане Савојске и Алексија Апокавка, Јелена је подржавала склапање савеза са Кантакузином. Кантакузин се повлачи у Димотику и крунише за цара. Са своја два сина, Матијом и Манојлом, покушао је да заузме Солун. Након неуспешног напада на Солун отишао је у Просек где се предао заповеднику града. Одатле је упућен у Велес којим је владао његов познаник Јован Оливер. Преко њега се повезао са Душаном који га позива у Скопље. Тамо је Кантакузин провео годину дана у преговорима. Сазван је и сабор од 24 великаша са којима се Душан саветовао шта треба чинити. Склопљен је договор по коме је свако требало да задржи оно шта освоји.
Јелена је обезбеђивала добре односе Србије и Другог бугарског царства. Бугари, не само да су прихватили Душанову царску титулу, већ су и лично учествовали у оснивању Пећке патријаршије (1346). О Јеленином утицају сведочи и то што је један од најмоћнијих властелина Душановог царства, Јован Комнин Асен, био њен брат. Асен, брат Јелене и бугарског цара Јована Александра, носио је титулу деспота. По рангу, Асен је био изнад деспота Симеона Синише Немањића, полубрата цара Душана. Као Душанов намесник, Асен је управљао облашћу у Албанији са градовима Валона, Канина и Берат.
Јелена је зиму 1347/1348. године провела на Светој Гори. Полуострво је још од 9. века било недоступно за жене. Тако је Јелена ушла у историју као прва жена која је ногом крочила на Свету Гору. Записи сведоче о томе да је све време ношена у носиљци. У носиљци је јела, спавала, нуждила и др. Долазак Јелене на Свету Гору условила је епидемија куге која је између 1347. и 1354. године покосила Европу. Јелена је 1350. године постала грађанка Млетачке републике.

## Владавина царице Јелене
Први који се бавио владавином царице Јелене у Серској области био је Стојан Новаковић. Он је претпостављао да се Јелена у тренутку мужевљеве смрти налазила у Серу и да је ту, уз пристанак свог сина Уроша, остала као врховна господарица. Међутим, то није тачно јер су се врховна права Уроша признавала у Серској области до 1360. године. Урошева врховна права дуго су поштована те се не може рећи да је Серска област била независна од Српског царства. Међутим, Урош није имао формалну власт у Серу те се временом престало и са помињањем његовог имена (око 1360). Од маја 1356. године Јелена се помиње под својим монашким именом Јелисавета. То јој није сметало да и следећих скоро пуних десет година управља Сером као феудални господар. Посредовала је у склапању мира у Оногошту између Војислава Војиновића и Дубровачке републике (1363).
У грађанском рату између Симеона Синише Немањића и Уроша Нејаког, Јелена је подржала свог сина. Симеон је претензије на царску круну правдао тиме што га је Душан, приликом своје болести 1342. године, одредио као једног од наследника, додуше иза свог сина Уроша. Ову идеју Душан је напустио 1345. године када је Урош проглашен за младог краља. Титула краља је у Србији била испред деспотске титуле. Симеонов утицај на двору није се могао мерити ни са утицајем Јована Асена Комнина. Узевши царску титулу, Симеон је показао да није намеравао да буде Урошев савладар јер су савладари у Српском царству носили титулу краља. Краљевску титулу носио је Урош за живота свога оца. Установа савладарства уведена је на сабору у Скопљу 1346. године. Симеон је дакле поново покренуо одавно решено питање наследства. Његово проглашење за цара је, у ствари, узурпаторски чин. Јован Кантакузин пише да је Симеон "тражио власт над свим српским земљама мислећи да су његова права претежнија, а Урош је био приморан да очевину од стрица брани". Симеон је поражен и од цара Уроша и од Нићифора Орсинија, те је приморан да годину дана влада само Костуром иако је носио царску титулу. На сабору у Скопљу из 1357. године српска властела подржала је Уроша. Симеон је изгубио сва права на круну. Јелена је учествовала на овом државном сабору.

### Кесар Војихна
У првим годинама постојања Серске области, у кругу личности окупљених око царице Јелене нашао се кесар Војихна. Војихна се у литератури најчешће помиње као отац прве српске књижевнице Јефимије и таст деспота Угљеше. У повељи Хиландару, Душан га назива братучедом што би указивало да су њихови очеви били браћа. Ђорђе Радојчић сматра да је Војихна био син Урошице тј. унук краља Драгутина. Пурковић га сматра за сина Константина, брата Стефана Дечанског. Међутим, Војихна се помиње у једном документу из 1323. године као присталица Владислава II у рату са Дечанским. То је још један доказ да је Војихна унук Драгутина. Војихнино име се 1348. године помиње у пратњи цара Душана и Јелене при посети Светој Гори и Хиландару (поклонио је Хиландару село Потолино). Не може се утврдити време када је Војихна добио титулу кесара, али је то било пре 1350—1. године. По рангу је био иза кесара Гргура. Војихна је владао у области Драме, најисточнијег дела Српског царства. Нису сачуване његове повеље из периода владавине. Имао је само једно дете — Јефимију (Јелену). После Душанове смрти, Војихна је био потчињен царици Јелени, господарици Серске области. Признавао је и власт њеног сина Уроша. Мавро Орбин пише да је кесар Војихна са својим зетом Угљешом господарио читавим крајем на граници Романије. Могуће да је тада, 1358. године, Угљеша носио титулу великог војводе.
Учествовао је у борбама против сина Јована Кантакузина, Матије Кантакузина. Матија Кантакузин је заробљен приликом борби са војском царице Јелене, а Војихна је са Јованом V Палеологом преговарао о његовом изручењу. Ту се може видети да је његова улога била далеко већа од господарења Драмом, већа чак и од улоге архонта града Сера, али је за своје поступке ипак морао да тражи одобрење царице Јелене . Умро је после 1358, а пре 1371. године (када Угљеша посећује његов гроб, непосредно пред Маричку битку). Сахрањен је у Хиландару.

### Самостална владавина Јелене
Врховна права цара Уроша у Серској области признавана су до 1360/1. године. Помиње га серски митрополит Јаков у запису поводом слања неких књига на Синај 1359. године. Урош 1360. године издаје повељу којом потврђује Јеленин дар манастиру Хиландару. Међутим, у акту суда од новембра исте године Јелена се помиње као једини владар. О Урошу више нема ни речи.
У серским документима царице Јелене Угљеша се ретко помиње те је његова делатност до 1365. године слабо позната. Са титулом великог војводе (која се изједначава са византијском титулом мегадукса) учествује у преговорима са браћом Палеолог у Христопољу 1358. године. Овај податак, забележен у фалсификованој повељи, доказује да је Угљеша још крајем педесетих година 14. века играо веома важну улогу у држави царице Јелене, односно да је фактички руководио политиком Серске области. Успон Мрњавчевића почиње почетком шездесетих година 14. века. За живота Војислава Војиновића Мрњавчевићи су свој положај јачали женидбеним везама. Мрњавчевићи су се родбинским везама повезали са Радославом Хлапеном, Ђурађом Балшићем и кесаром Војихном.

### Преговори са патријархом Калистом
Опасност од Турака навела је Цариград да помоћ потражи на западу. Док је византијски цар Јован Палеолог (1341—1391) водио преговоре са папством око склапања црквене уније, цариградски патријарх Калист је покренуо иницијативу за окончање црквеног раскола између Српске и Цариградске патријаршије. Наиме, током ратова између цара Душана и византијског цара Јована Кантакузина, патријарх Калист је 1350. године донео одлуку о изопштењу српског цара, патријарха Јоаникија и осталих српских архијереја, што је довело до дугогодишњег црквеног раскола између две патријаршије. Цар Душан се није много обазирао на одлуку о изопштењу, која је била донета са закашњењем од четири године, што је био јасан показатељ да је имала политичку основу. Последице изопштења и раскола осетиле су се тек по Душановој смрти. Раскол је окончан тек 1375. године, заслугом кнеза Лазара.
Разлога за непријатељство између две државе више није било, а разлога за помирење било је и превише. Неуобичајено лако Турци освајају град за градом: Димотику (1360), Једрене (1362) и Пловдив (1363). Патријарх Калист је лично посетио царицу Јелену у Серу, али је умро приликом посете чиме су преговори заустављени на неколико година. Угљеша је као истакнута личност Серске области свакако морао учествовати у преговорима са Калистом.

### Долазак Угљеше на власт
У науци је владало мишљење да је Угљеша титулу деспота добио по братовом крунисању за краља, односно августа или 1365. године. Међутим, већ 1975. године је објављена запис са гроба Јелене, Угљешине сестре, који је датиран у време пре септембра 1364. године. Натпис доказује да Угљеша добија деспотску титулу између септембра 1363. и августа 1364. године.
Јеленина владавина над Серском облашћу последњи пут је посведочена у судском акту Серске митрополије августа 1365. године. Документ је сачуван у архиву светогорског манастира Есфигмена. Суд се Јелени обраћа као владарки, а серски кефалија и васељенске судије су поданици "наше моћне и свете госпође и деспине". Документи из следеће, 1366. године, сведоче о самосталној владавини Јована Угљеше. Најстарија повеља коју Угљеша издаје као господар Серске области је из јануара 1366. године. Међутим, септембра 1365. године византијски цар Јован Палеолог издао је повељу у којој Угљешу назива "вољеним нећаком" деспине Јелене што указује на могућност савладарства Јелене и Угљеше крајем 1365. године. Очигледно је да је у питању прелазно стање на престолу Серске области. Јасно је да је Угљеша тада већ преузео власт јер је хрисовуља издата на његов захтев. За византијског цара он је већ тада био нов владар Серске области.
Јелена се у Серској области задржала најкасније до лета 1367. године када се помиње у писму византијског научника Димитрија Кидона. Августа исте године помиње се у дубровачким документима. Највероватније се тада налазила у Зети. Умрла је 7. новембра 1374. године. Датум њене смрти помиње се у једном хиландарском рукопису. Сахрањена је поред мужа, у манастиру Светих Арханђела.

## Породично стабло
|  |                         |  |  |  |  |  |  |  |  |  |  |  |  |  |  |  |
|  | 2. Страцимир Крански    |  |  |  |  |  |  |  |  |  |  |  |  |  |  |  |
|  |                         |  |  |  |  |  |  |  |  |  |  |  |  |  |  |  |
|  |                         |  |  |  |  |  |  |  |  |  |  |  |  |  |  |  |
|  | 1. Јелена Страцимировић |  |  |  |  |  |  |  |  |  |  |  |  |  |  |  |
|  |                         |  |  |  |  |  |  |  |  |  |  |  |  |  |  |  |
|  |                         |  |  |  |  |  |  |  |  |  |  |  |  |  |  |  |
|  | 6. Шишман Видински      |  |  |  |  |  |  |  |  |  |  |  |  |  |  |  |
|  |                         |  |  |  |  |  |  |  |  |  |  |  |  |  |  |  |
|  |                         |  |  |  |  |  |  |  |  |  |  |  |  |  |  |  |
|  | 3. Кераца Петрица       |  |  |  |  |  |  |  |  |  |  |  |  |  |  |  |
|  |                         |  |  |  |  |  |  |  |  |  |  |  |  |  |  |  |
|  |                         |  |  |  |  |  |  |  |  |  |  |  |  |  |  |  |
|  | 7. ћерка Ане-Теодоре    |  |  |  |  |  |  |  |  |  |  |  |  |  |  |  |
|  |                         |  |  |  |  |  |  |  |  |  |  |  |  |  |  |  |
|  |                         |  |  |  |  |  |  |  |  |  |  |  |  |  |  |  |